# Westport (Town)
Die Town of Westport ist eine von 34 Towns im Dane County im US-amerikanischen Bundesstaat Wisconsin. Im Jahr 2010 hatte Westport 3950 Einwohner.
Town hat in Wisconsin eine grundlegend andere Bedeutung als im übrigen englischsprachigen Bereich. Vielmehr entspricht sie den in den anderen US-Bundesstaaten üblichen Townships, die nach dem County die nächstkleinere Verwaltungseinheit bilden.
Westport ist Bestandteil der Metropolregion Madison.

## Geografie
Westport liegt im Süden Wisconsins am Nordufer des Lake Mendota, im nördlichen Vorortbereich der Hauptstadt Madison. Der am Mississippi gelegene Schnittpunkt der drei Bundesstaaten Wisconsin, Iowa und Minnesota liegt rund 180 km westnordwestlich; nach Illinois sind es rund 80 km in südlicher Richtung. Die selbstständige Gemeinde Waunakee wird fast vollständig von der Town of Westport umschlossen, ohne dieser anzugehören.
Die Koordinaten des geografischen Zentrums von Westport sind 43°09′33″ nördlicher Breite und 89°25′33″ westlicher Länge. Sie erstreckt sich über eine Fläche von 70,5 km², die sich auf 57,5 km² Land- und 13 km² Wasserfläche verteilen. 
Westport liegt im nördlichen Zentrum des Dane County und grenzt an folgende Nachbartowns und selbständige Gemeinden: 
| Town of Dane        | Town of Vienna                              | Town of Windsor |
| Town of Springfield | Kompassrose, die auf Nachbargemeinden zeigt | Town of Burke   |
| City of Middleton   | City of Madison                             |                 |

## Verkehr
In Westport treffen der Wisconsin State Highway 19 und der Wisconsin State Highway 113 zusammen. Weiterhin verlaufen die County Highways K, M und Q durch das Gebiet der Town. Alle weiteren Straßen sind untergeordnete Landstraßen sowie teils unbefestigte Fahrwege.
Von Nordwest nach Südost verläuft durch Westport eine Eisenbahnstrecke der Wisconsin and Southern Railroad, einer regionalen (Class II) Frachtverkehrsgesellschaft. Der einzige Personenzug der Region ist der von Chicago zur Westküste verkehrende Empire Builder von Amtrak, der in Madison hält.
Der nächste Flughafen ist der Dane County Regional Airport in Wisconsins Hauptstadt Madison (rund 10 km südöstlich).

## Bevölkerung
Nach der Volkszählung im Jahr 2010 lebten in Westport 3950 Menschen in 1782 Haushalten. Die Bevölkerungsdichte betrug 68,7 Einwohner pro Quadratkilometer. In den 1782 Haushalten lebten statistisch je 2,2 Personen. 
Ethnisch betrachtet setzte sich die Bevölkerung zusammen aus 95,5 Prozent Weißen, 0,9 Prozent Afroamerikanern, 0,2 Prozent amerikanischen Ureinwohnern, 1,8 Prozent Asiaten sowie 0,4 Prozent aus anderen ethnischen Gruppen; 1,2 Prozent stammten von zwei oder mehr Ethnien ab. Unabhängig von der ethnischen Zugehörigkeit waren 2,1 Prozent der Bevölkerung spanischer oder lateinamerikanischer Abstammung. 
18,2 Prozent der Bevölkerung waren unter 18 Jahre alt, 57,9 Prozent waren zwischen 18 und 64 und 23,9 Prozent waren 65 Jahre oder älter. 50,6 Prozent der Bevölkerung war weiblich.
Das mittlere jährliche Einkommen eines Haushalts lag bei 80.588 USD. Das Pro-Kopf-Einkommen betrug 45.811 USD. 1,4 Prozent der Einwohner lebten unterhalb der Armutsgrenze.

## Ortschaften in der Town of Westport
Neben Streubesiedlung existieren in der Town keine weiteren Siedlungen. 